# 張家界国家森林公園

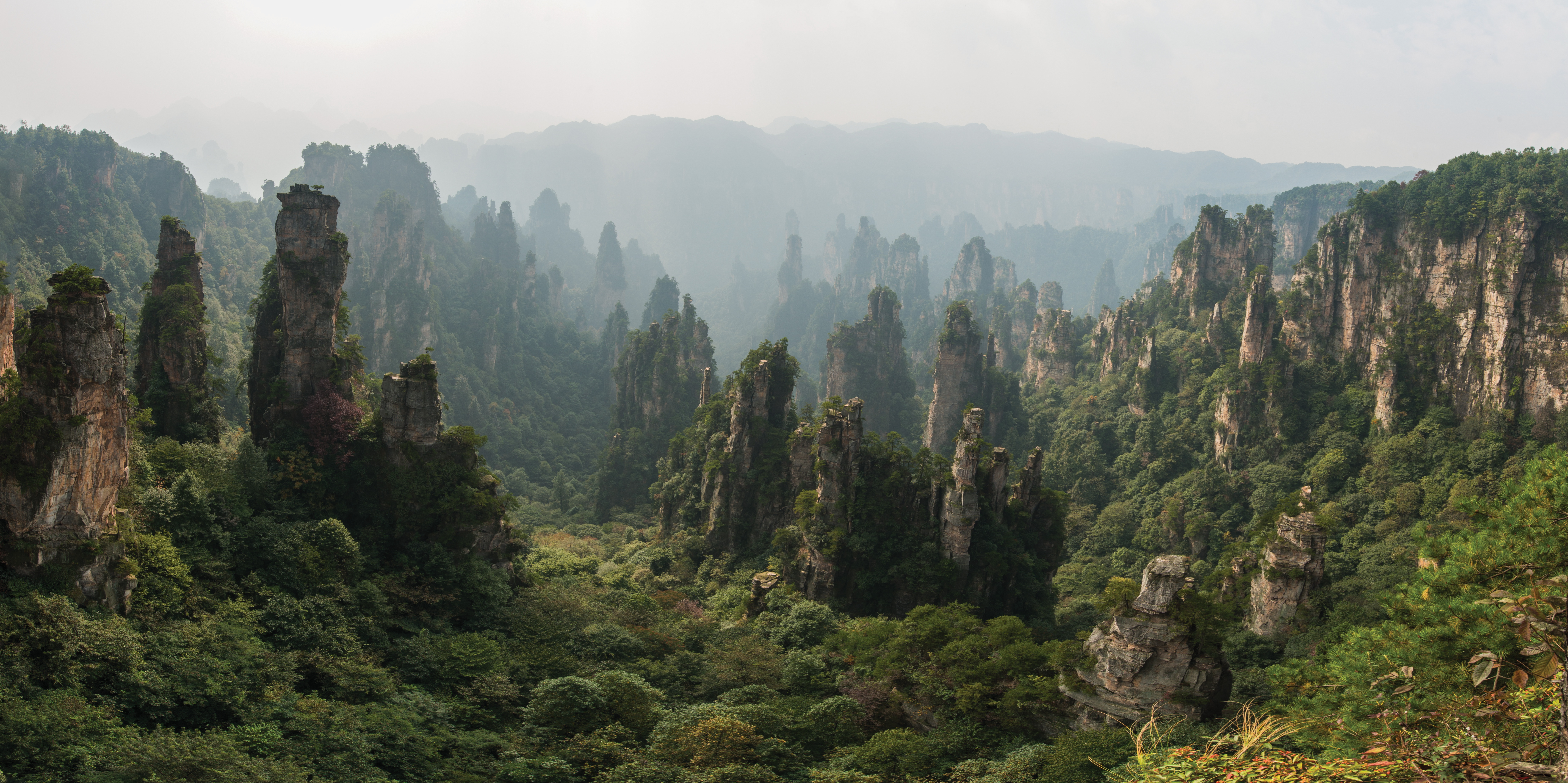
張家界国家森林公園の天子山

張家界国家森林公園（ちょうかかいこっかしんりんこうえん、中国語: 张家界国家森林公园）は、中華人民共和国湖南省張家界市にある国立森林公園である。武陵源風景区にある国立公園の一つである。
張家界国家森林公園の面積は130平方キロメートルで、中国で最初の国立森林公園であり、1982年に設立された。武陵山に位置し、2,000以上の巨大石柱があり、森林被覆率は88%で、周囲は山に囲まれ、気候は温暖で湿度が高い。この地域には黄石寨、沙道溝、金鞭岩、金鞭溪などの景勝地がある。また、黄獅寨、金鞭溪、腰子寨、琵琶溪、砂刀溝、后花園、朝天観の7つの主要な観光ルートがある。
中国最大級の観光地のひとつである。

## 参照項目
- 武陵源
- 森林公園